# Грачёвка (Сасовский район)
Грачёвка — посёлок в Сасовском районе Рязанской области России. Входит в Придорожное сельское поселение.

## Географическое положение
Посёлок находится в восточной части Сасовского района, в 33 км к востоку от райцентра (63 км по автодороге) у истока реки Пичкиряс.
Ближайшие населённые пункты
- деревня Каменка в 3 км к востоку по грунтовой дороге;
- посёлок Придорожный в 6 км к юго-востоку по грунтовой и асфальтированной дороге;
- село Салтыково в 10 км к югу по грунтовой и асфальтированной дороге;
- посёлок Тупик 9 километр в 1,5 км к северо-западу по грунтовой дороге.

Ближайшая железнодорожная платформа «о.п. 9 км» расположена в 2 км к северо-западу по грунтовой дороге. Через данный остановочный пункт оборачиваются две пары пригородных поездов в сутки, связывающих отдалённую местность Шацкого и Сасовского районов Рязанской области, а также некоторые населённые пункты Зубово-Полянского района Республики Мордовия, с районным центром — городом Сасово. В настоящее время проезд (а в некоторых случаях и проход) по грунтовым дорогам к п. Грачёвка затруднён по причине их редкого использования в связи с малонаселённостью п. Грачёвка и п. Тупик 9 км.
Климат
Климат умеренно континентальный с умеренно жарким летом (средняя температура июля 19 °С) и относительно холодной зимой (средняя температура января −11 °С). Осадков выпадает около 600 мм в год.

## История
До 2004 года Грачёвка входила в Придорожный сельский округ.
С 2004 года входит в Придорожное сельское поселение.

## Население
| 1984 | 2010 |
| ---- | ---- |
| 70   | ↘1   |